# Begonia guangxiensis
Espèce
Begonia guangxiensis est une espèce de plantes de la famille des Begoniaceae qui fait partie de la section Coelocentrum. Ce bégonia est originaire de Chine. L'espèce a été décrite en 1997 par Cheng Yih Wu.

## Répartition géographique
Cette espèce est originaire du pays suivant : Chine (Guangxi).

## Classification
Cette espèce a été décrite en 1997 par le botaniste chinois Cheng Yih Wu. L'épithète spécifique guangxiensis signifie « du Guangxi ».
Begonia guangxiensis fait partie de la section Coelocentrum du genre Begonia, famille des Begoniaceae.